# Eparchia di Kolpaševo
L'eparchia di Kolpaševo (in russo Колпашевская епархия?) è una diocesi della Chiesa ortodossa russa, appartenente alla metropolia di Tomsk.

## Territorio
L'eparchia comprende le città di Kolpaševo e Streževoj, e i Rajon Aleksandrovskij, Bakčarskij, Čainskij, Kargasokskij, Kolpaševskij, Krivošeinskij, Molčanovskij, Parabel'skij, Verchneketskij nell'oblast' di Tomsk nel circondario federale della Siberia.
Sede eparchiale è la città di Kolpaševo, dove si trova la cattedrale dell'Ascensione.
L'eparca ha il titolo ufficiale di «eparca di Kolpaševo e Streževoj».

## Storia
L'eparchia è stata eretta dal Santo Sinodo della Chiesa ortodossa russa il 12 marzo 2013, ricavandone il territorio dall'eparchia di Tomsk e contestualmente è entrata a far parte della metropolia di Tomsk.